# Ross (fucile)

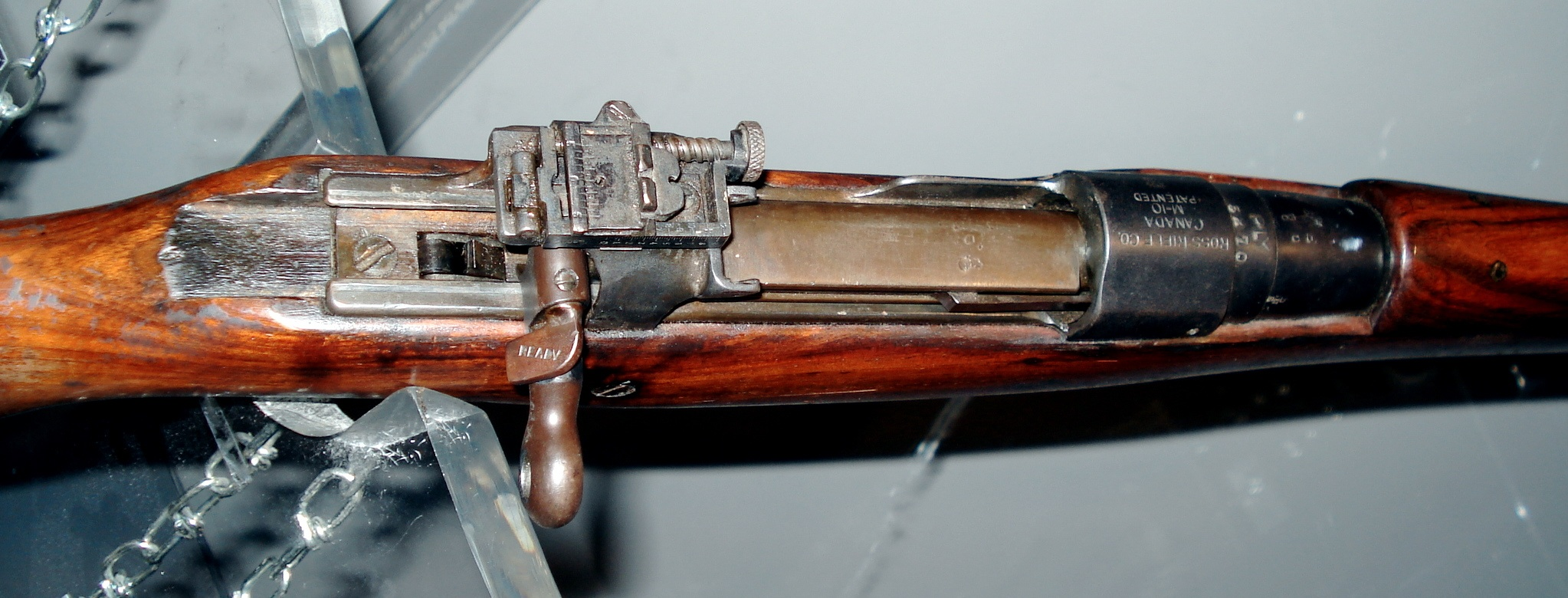
Un Ross conservato al Royal Canadian Regiment Museum a London (Ontario)

Il fucile Ross era un fucile a otturatore scorrevole calibro .303 prodotto in Canada tra il 1903 e il 1918 e impiegato dalle forze canadesi durante entrambi i conflitti mondiali.
Il Ross Mk. II (comunemente anche noto come M1905) era già un fucile di enorme successo prima della Grande guerra, ma l'estrema precisione richiesta nella lavorazione, la mancanza di un'estrazione primaria e una lunghezza non trascurabile resero il suo successore (Mk. III o M1910) inadatto alle condizioni di guerra di trincea in cui si trovarono impantanate le forze canadesi in Europa. Senza contare la scarsa qualità delle munizioni che venivano fornite ai combattenti.
Già nel 1916 il fucile era stato ritirato dal servizio attivo, anche se alcuni tiratori continuarono ad usarlo fino alla fine del conflitto per la sua grande precisione.
La Ross Rifle Co. produceva prevalentemente fucili sportivi, la maggior parte dei quali camerati per la munizione .280 Ross, introdotta nel 1907. Questa munizione fu la prima a raggiungere una velocità superiore ai 3.000 ft/s (900 m/s) e si guadagnò un'ottima reputazione tra i tiratori sportivi e i cacciatori di tutto il mondo.

## Storia
Durante la Seconda guerra boera, un piccolo caso diplomatico scoppiò tra il Canada e il Regno Unito quando quest'ultimo rifiutò la concessione della licenza di produzione dei Lee-Enfield al Canada. Sir Charles Ross decise quindi di finanziare la costruzione di una fabbrica in Canada che avrebbe prodotto il fucile ad otturatore scorrevole da lui appena progettato. Il governo liberale di Sir Wilfrid Laurier approvò la richiesta e a Ross venne commissionato un primo lotto di produzione per 12.000 fucili Ross Mk. I.
Viene ormai accettato il fatto che il progetto di Ross fosse stato influenzato dal fucile austro-ungarico M1895 introdotto negli anni novanta dell'Ottocento e usato dalle forze imperiali durante il primo conflitto mondiale. Questo fatto è chiaramente visibile nei primi fucili, che presentano innumerevoli parti in comune con quel fucile che per l'epoca risultava una vera e propria novità.
Il principio di funzionamento delle armi ad otturatore scorrevole (e quindi non girevole) impone la presenza di una "manica" attorno all'otturatore. Questa "manica" presenta al suo interno delle scanalature spiroidali che vengono percorse da altrettante estrusioni ricavate sull'otturatore vero e proprio. Quando la copertura viene tirata dall'operatore, le scanalature obbligano la testa dell'otturatore a ruotare e quindi a svincolarsi dalla culatta permettendo l'apertura della camera e l'espulsione del bossolo. Allo stesso modo, in chiusura il movimento inverso fa ruotare anche l'otturatore nel senso di chiusura sigillando la culatta e permettendo di sparare in sicurezza.
Nei normali fucili ad otturatore manuale, come i G 98 tedeschi, i Mosin-Nagant russi e i Lee-Enfield inglesi, la rotazione manuale dell'otturatore (90° per i primi due, 60° per il terzo) era una condizione necessaria per svincolare l'otturatore dalla culatta e poter espellere il bossolo. Poter compiere le due azioni in un solo movimento permetteva una più rapida operazione dell'arma e quindi un rateo di fuoco teoricamente più alto. Inoltre, il Ross risultava estremamente semplice da smontare, sebbene la cosa venisse vista con disapprovazione dato che spingeva i soldati a smontare il fucile più di frequente e senza autorizzazione.

## Servizio
I primi 1.000 fucili furono consegnati alla Royal Northwest Mounted Police (RNWMP) per i test sul campo. Il solo esame preliminare identificò 113 difetti abbastanza gravi da causare un rifiuto immediato. Uno di questi consisteva nell'errata progettazione dei blocchi per l'otturatore che permettevano a quest'ultimo di sfilarsi autonomamente dall'arma. Altro difetto era una molla troppo morbida e soggetta a rotture. Nel 1906 la RNWP ritornò ad usare i vecchi Winchester M1894 e i Lee-Metford ancora disponibili.
Il fucile venne modificato per correggere questi errore, ottenendo così il Mk. II (M1905). Nel 1907 l'arma venne ulteriormente modificate per poter sostenere la maggior pressione sviluppata dal .280 Ross e la variante fu chiamata Mk. II**. Nel 1910 un ulteriore aggiornamento (che fu praticamente una riprogettazione) portò alla nascita del M1910 che non condivide praticamente nessuna parte con il predecessore.
Sebbene i britannici avessero richiesto una standardizzazione delle armi in tutto il Commonwealth (usando come arma lunga i Lee-Enfield) il Canada decise di rimanere fedelmente attaccato al suo Ross, che fu infatti arma d'ordinanza del corpo di spedizione canadese al suo arrivo in Francia nel 1915 durante la prima guerra mondiale.
I difetti dell'arma erano già palesi prima della seconda battaglia di Ypres nell'aprile 1915. Diversi reparti sostituirono in maniera totalmente autonoma i loro Ross con i ben più affidabili Lee-Enfield. L'arma infatti mostrava poca tolleranza allo sporco e ai detriti e la "manica" per il meccanismo a scorrimento si deformava facilmente qualora i soldati tentassero di risolvere eventuali inceppamenti con la forza, rendendo l'arma praticamente inutilizzabile. La caratteristica più pericolosa (e anche la più nota tra i collezionisti e i tiratori più esperti) è la quasi perfetta simmetria dell'otturatore: questo significa che rimontando l'arma dopo la manutenzione era possibile insereire l'otturatore nella "manica" in maniera scorretta (non allineando i recessi nella "manica" con le scanalature dell'otturatore), una condizione che impediva la rotazione corretta e quindi il bloccaggio della culatta ma permettendo comunque la protrusione del percussore per lo sparo. In caso di sparo in questa configurazione, l'otturatore sarebbe schizzato indietro contro il tiratore, causando seri danni. Va comunque notato che il fucile aveva un blocco per l'otturatore (presente per impedire di sfilare l'otturatore accidentalmente durante il riarmo con una trazione troppo forte) e questo pezzo garantiva un certo grado di sicurezza in caso l'otturatore fosse stato montato nel modo scorretto: pertanto, lo scenario con l'otturatore che "schizza" fuori d'arma è altamente improbabile, dato che il blocco di sicurezza resiste senza troppi problemi al violento urto, danneggiando al contrario i tenoni di bloccaggio dell'otturatore, rendendo l'arma inutilizzabile per ulteriori spari. Si trattava di casi molto rari e improbabili, ma comunque possibili. Un altro problema ben noto dell'arma era la tendenza della baionetta a sfilarsi dall'aggancio al momento dello sparo. Diversi soldati canadesi furono visti appropriarsi dei Lee-Enfield dei caduti per sostituire i loro Ross. Il tenente Chris Scriven del 10º Battaglione commentò come spesso ci si trovasse "nella condizione di avere 5 uomini di cui solo uno in grado di fare fuoco". Il maggiore T. V. Scudamore, catturato a Ypres dopo esser stato ferito, scrisse che "chiunque fosse stato in prima linea con quel fucile non avrebbe mai dimenticato [...] il terrore del venir caricati dal fior fiore dell'esercito tedesco e non essere in grado di sparare un solo colpo in ritorno".
Le lamentele raggiunsero rapidamente Sam Hughes, che tuttavia continuò a sostenere (nonostante l'opinione professionale contraria di Sir Edwin Alderson) la qualità dell'arma. Il fucile divenne oggetto di un caso politico in Canade e responsabile di alcuni attriti tra il Canada e il Regno Unito. Hughes rispose alle critiche di Alderson definendolo un ignorante e spedì copie della letter a molti ufficiali. La sfiducia in Alderson fu uno degli effetti, ma anche il fucile divenne oggetto di sospetti. Hughes arrivò persino ad affermare che gli ufficiali fossero stati indotti a presentare falsi rapporti sul fucile, ma quando questi rapporti furono pubblicati con delle prove sull'Ottwa Citizen divenne chiaro che Hughes avesse mentito sulla risoluzione completa dei problemi del Ross e il Primo Ministro fu costretto a ritirare il suo supporto a Hughes.
Il Ross non riuscì ad imporsi, nonostante si fosse dimostrato molto più preciso degli SMLE inglesi, offrendo una soluzione al problema che inglesi e canadesi avevano dovuto fronteggiare durante la Seconda guerra boera quando si trovarono a fronteggiare la ben più avanzata e precisa munizione 7 × 57 mm Mauser.
In totale furono prodotti circa 420.000 Ross, dei quali ben 342.040 comprati dai britannici.

## Rimpiazzo
I canadesi continuarono ad usare il Ross per diverso tempo. Solo quando iniziò la battaglia della Somme nel luglio 1916 il comandante del corpo di spedizione britannico Sir Douglas Haig ordinò il rimpiazzo di tutti i fucili con i Lee-Enfield in quel momento disponibili in grandi quantità. Hughes rifiutò di ammettere i difetti del Ross e fu necessario l'intervento di diverse personalità di spicco per convincerlo. Nel novembre 1916, Hughes rassegnò le proprie dimissioni. Il Ross rimase in uso come fucile d'addestramento, sia in Canada che nel Regno Unito, in modo da poter spedire i Lee-Enfield al fronte. Dopo l'entrata in guerra degli Stati uniti nel 1917, molti Ross furono spediti oltreoceano per lo stesso motivo, permettendo l'invio al fronte di molti M1903. La reputazione di Hughes era distrutta, ma Ross aveva già ottenuto una fortuna con la sua arma.
Nello stesso periodo, la Dominion Rifle Factory di Quebec City convertì decine di Ross nel prototipo Huot Automatic Rifle, dietro progetto di Joseph Alphonse Huot. Il progetto era interessante e funzionava in maniera eccellente, sfruttando un caricatore a tamburo per l'alimentazione, pur essendo meno costoso della Lewis. Tuttavia, la fine della guerra segnò la fine per un'arma che non riuscì nemmeno ad entrare in servizio.

## Fucile di precisione
Grazie alla sua elevata precisione sulle lunghe distanze, il Ross continuò ad essere molto apprezzato dai tiratori alleati anche dopo il suo ritiro ufficiale dal servizio attivo in Europa. Fino a 600 metri l'arma non dava alcun problema nel centrare i bersagli, ma la cosa aveva una condizione di grande impatto: le munizioni dovevano essere di alta qualità e soprattutto pulite, altrimenti avrebbero causato invariabilmente inceppamenti.
Ci sono due tipi di Mk. III di precisione identificabili dai diversi sistemi ottici montati. Cinquemila fucili furono equipaggiati con ottiche prismatiche M1913 Warner & Swasey da 5,2 ingrandimenti prodotte a Cleveland. I numeri per questi fucili prodotti nel 1915 presentano il prefisso FK davanti al seriale, mentre quelli prodotti nel 1917 il prefisso LU. Altri 907 fucili furono equipaggiati con ottiche A5 Winchester. Entrambi i sistemi ottici erano montati con disassamento sulla sinistra per non interferire con i sistemi di mira metallici e con la ricarica tramite stripper clip.

## Varianti sportive
Ross impiantò uno stabilimento ad Hartford assieme al meccanico J. A. Bennett per produrre un fucile sportivo denominato M1897 Magazine Sporting Rifle (.303 British). Quasi contemporaneamente stipulò un contratto con la famosa casa d'armi fondata da Charles William Lancaster, inventore della palla da cannone conica, perché questa fosse la sua unica distributrice nel Regno Unito.
All'inizio del 1900, sempre nello stabilimento di Hartford, cominciò la produzione del nuovo M1900 Sporter in .303 British, in cui era una molla elicoidale ad attivare il percussore invece di un cane basculante. Ad oggi esistono pochissimi esemplari di ques'arma. Una variante "militarizzata" del M1900 fu la prima versione del Ross ad essere proposta all'esercito canadese.
A seguire venne il M1903 Sporter prodotto in minima parte ad Hartford, lasciando il "grosso" della produzione (200 fucili, realizzati tutti con parti in sovrannumero) al nuovo impianto di Quebec City. Il calibro di riferimento per l'arma era sempre il .303 British, ma esistono rare varianti in .256 Mannlicher, .370 Express e alcuni prototipi camerati per .400 e .500 Nitro.
Alcuni fucili militari Mk. II (M1905) furono resi disponibili sul mercato civile nel 1906 con la denominazione Model M (.303 British). Nel 1907 arrivò il Model E (.303 British, .35 Winchester) basato sull'azione del Mk. II (modificata e più simile a quella che sarà l'azione del Mk. II**) e modificato con una canna pesante. Seguì l'anonimo Model R (.303 British). Nel novembre 1906, durante lo sviluppo di una nuova munizione sperimentale .280, Ross sperimentò con una versione a calibro ridotto della .30-06 appena introdotta dagli Stati Uniti ottenendo quella munizione che lui denominò .28/1906 (un solo fucile fu prodotto in grado di camerare questa munizione correttamente). Fu così che dopo altri studi e test nacque il .280 Ross. La maggiore pressione sviluppata dalla nuova munizione richiedeva un irrobustimento dell'otturatore e dell'azione in generale, ma la differenza con i fucili camerati per il .303 British erano impercettibili. Questo progetto, denominato Mk. II**, fu uno dei passi tra il Mk. II e il Mk. III e fu messo in commercio con la denominazione M1907 "Scotch Deer Stalking" (.280 Ross).
Il M1910 (militarmente denominato Mk. III) fu progettato modificando completamente la testa dell'otturatore: nei precedenti modelli i due tenoni di chiusura scorrevano in posizione verticale e venivano ruotati in orizzontale per chiudure la culatta. Nel nuovo modello, l'otturatore è ruotato di 90°: i tenoni sono in orizzontale durante lo spostamento e in verticale durante la chiusura della culatta. Nacquero così tre nuovi fucili: il Model R-10 (.303 British), il Model E-10 (.303 British, .35 Winchester) e il Model M-10 (.280 Ross) che viene considerato il miglior fucile della famiglia Ross.
Il 1912 vide l'introduzione di fucili sportivi camerati per il .22 Rimfire, e i fucili in questo calibro riuscirono a mantenere l'otturatore scorrevole nonostante le numerose modifiche necessarie per accogliere il nuovo proiettile. Le due varianti M1912 Cadet "Commercial" e M1912 Cadet "Leftover" (senza numeri seriali) riscossero un enorme successo in Canada.
Il problema dei Ross in situazioni di combattimento (e la causa della sua scarsa popolarità) fu la necessità per un fucile nato in ambito sportivo di comportarsi come un fucile destinato al combattimento. Come fucile sportivo, infatti, il Ross divenne estremamente popolare in tutto il mondo e il proiettile .280 Ross si rivelò molto adatto anche per la pratica venatoria contro prede di medie dimensioni e rimase una delle armi preferite per i safari ben oltre il 1918.
Il campo di eccellenza del Ross, come già rimarcato, era però quello del tiro sportivo. In particolare i modelli destinati a questo campo furono tre. Il primo fu denominato Ross Mk. II** Commercial Target Model: camerato in .303 British con canna pesante da 770 m, fu un vero successo nei poligoni tra il 1908 e il 1913. L'arma era identica in tutto e per tutto al modello militare Mk. II** e presentava persino la staffa di montaggio per le ottiche. Il seriale veniva però punzonato sulla canna e non sul castello. Seguirono il M1907 e il M1905/1910 Match Target Rifle, di cui esistono ad oggi due soli esemplari (uno per modello). Infine troviamo il Military Match Target Rifle, praticamente identico al Mk. III militare da cui differiva unicamente per il fondello del caricatore piatto, la canna da 660 mm e un sistema di mira ritarato per adattarsi alle specifiche della nuova munizione .280 Ross.

## Altri sviluppi
Dopo il rifiuto del Ross come fucile di servizio, la Dominion Rifle Factory adattò il progetto per la costruzione di una mitragliatrice leggera usando fucili rimasti negli arsenali. Quest'arma, denominata Huot Automatic Rifle, era molto meno costosa della Lewis da realizzare ma nonostante numerosi test, la guerra terminò prima che l'arma potesse essere accettata e distribuita.

## Uso durante la seconda guerra mondiale
I fucili Ross tornarono in azione durante la seconda guerra mondiale. Il Mk. III fu l'arma d'ordinanza della Royal Canadian Navy, della British Home Guard e di svariati altri corpi, tra cui alcuni reparti dell'Armata Rossa sovietica. Le unità di difesa costiera in Irlanda furono equipaggiate con il Ross tra il 1920 e il 1921.
I Ross furono impiegati in notevoli quantità sull'isola norvegese di Spitsbergen. Le armi provenivano da una scorta conservata alle Shetland e nel 1942 gli inglesi si videro costretti a recuperare queste armi per riequipaggiare i soldati sopravvissuti dopo l'Operazione Fritham. I fucili vennero recapitati ai soldati da un Catalina 210/P pilotato dall'ufficiale Tim Healy.

## Utilizzatori
- Canada[19]
- Lussemburgo[20]: distribuiti alla Guardia Ducale nel 1945 per essere rimpiazzati l'anno stesso dal Lee-Enfield
- Regno Unito[21]: fornito alla Royal Navy per trasferire i Lee-Enfield all'esercito di terra
- Lettonia: diversi Mk. IIIB furono forniti all'esercito lettone durante la Guerra d'indipendenza da navi inglesi. Dopo il conflitto, il Ross divenne il fucile d'ordinanza dell'esercito lettone dopo la decisione di standardizzare la munizione .303 British